# Samuel Eichelbaum
Samuel Eichelbaum (Villa Domínguez, Entre Ríos, 14 de noviembre de 1894 - Buenos Aires, 4 de mayo de 1967) fue un escritor, periodista, dramaturgo, crítico y traductor argentino.

## Biografía
Hijo de un inmigrante judío ruso, aprendió en su provincia natal las difíciles condiciones del campesinado a principios del siglo XX, que supo reflejar posteriormente en sus dramas junto a la turbulenta política caudillista de la época, rompiendo con la superficialidad del criollismo de entonces. Siendo aún un adolescente emigró a Buenos Aires y allí cultivó el periodismo (escribió para La Vanguardia, Caras y Caretas, La Nota, crítica literaria para Noticias Gráficas y Argentina Libre) y estrenó sus primeras obras dramáticas, que se inscriben dentro del Naturalismo, con apuntes costumbristas y una gran sensibilidad al habla vulgar: El lobo manso (1917), En la quietud del pueblo (1919), La mala sed (1920), El ruedo de almas (1923) y La hermana terca (1924), entre otras. De ideología socialista, muchas de ellas fueron representadas por la Agrupación Artística Juan B. Justo.
A partir de 1940 empieza su segunda época dramática, siempre centrándose en un análisis ibseniano de la inmigración europea a la Argentina, con influjos de Strindberg y Chejov, evolucionando hacia un teatro en que dominan más los aspectos introspectivos que los sociales, a causa del interés que empieza a ofrecerle el psicoanálisis y la obra de autores como Henri Lenormand y Eugene O'Neill: Cuando tengas un hijo (1929), Señorita (1930), Soledad es tu nombre (1932), En tu vida estoy yo (1934), El gato y su selva (1936) y Pájaro de barro (1940). Pero sus piezas más famosas y que fueron varias veces adaptadas al medio cinematográfico fueron las ambientadas en escenarios suburbanos: Un guapo del 900 (1940), que trata sobre la corrupción política y el abuso de poder, y Un tal Servando Gómez (1942). 
En 1943 fue como delegado al Congreso de Sociedades de Autores en Washington; ocupó la presidencia de la SADE, fue miembro de Argentores y en sus últimos años estuvo ligado a la carrera diplomática como agregado cultural de la Embajada Argentina en Uruguay. Ejerció también el trabajo de guionista cinematográfico con obras como El pendiente o Arrabalera. Su labor narrativa se compone de las novelas Tormento de Dios (1929) y El viajero inmóvil (1933) y del libro de relatos Un monstruo en libertad (1925).
En 1930 recibió el premio Mun.; en 1933 el del Jockey Club; el Gerchunoff 1952-1953; el del Instituto Judío Argentino de Cultura e Información por Dos brasas, que también el premio de los Críticos de Buenos Aires y el  Premio Nacional de Teatro en 1957.
Eichelbaum, que se definía como “un maniático de la introspección”, creó a lo largo de medio siglo de carrera dramática una obra donde los personajes solitarios y atormentados eran la regla general, siempre fiel a su afán experimentador y a su creencia de que el teatro es ante todo un “drama interior” producido por crisis morales conscientes o inconscientes y que la poesía dramática se nutre esencialmente de la psicología. Se le considera habitualmente uno de los cuatro mejores autores dramáticos argentinos de su época, junto a Roberto Arlt, Conrado Nalé Roxlo y Armando Discépolo.

## Obra

### Teatro
- El lobo manso (1917)
- En la quietud del pueblo (1919)
- La mala sed (1920)
- El ruedo de almas (1923)
- El judío Aarón (póstuma, publicada en Buenos Aires como suplemento de la revista Talía)
- La hermana terca (1924)
- Cuando tengas un hijo (1929)
- Señorita (1930)
- Lotería sin premios (1930)
- Ricardo de Gales. Príncipe criollo (1931)
- Soledad es tu nombre (1932)
- En tu vida estoy yo (1934)
- El gato y su selva (1936)
- Tejido de madre (1936)
- Pájaro de barro (1940)
- Un guapo del 900 (1940)
- Vergüenza de querer (1941)
- Divorcio nupcial (1941)
- Un tal Servando Gómez (1942)
- Nadie la conoció nunca (1945)
- Rostro perdido (1952)
- Dos brasas (1955)
- Las aguas del mundo (1957)
- Subsuelo (1966)
- Un cuervo sobre el imperio (1966).
- Gabriel el olvidado.

### Guiones cinematográficos
- Una mujer de la calle (1939).
- Las tres ratas (1946, adaptación de la novela homónima de Alfredo Pareja Diezcanseco)
- El pendiente (1951).
- Dios no lo quiera (1957, adaptación de su Un tal Servando Gómez)
- Un guapo del 900 (1960).
- Arrabalera (1950, adaptación de su Un tal Servando Gómez).

### Narrativa
- Tormento de Dios (1929), novela.
- El viajero inmóvil (1933), novela.
- Un monstruo en libertad (1925), relatos.

## Fuente
- Perla Zayas de Lima, Diccionario de autores teatrales argentinos, 1950-1990. Editorial Galerna, 1991, pp. 104-106.

- Datos: Q462261
- Multimedia: Samuel Eichelbaum / Q462261